# Zakia Hakki
Zakia Hakki, född 1939, död 2021, var en feylikurdisk jurist, domare och politiker (KDP).
Hon blev 1959 landets första kvinnliga domare. Hon var också den första kvinnliga domaren i Mellanöstern. 